# Cercospora beticola
Cercospora beticola är en svamp  som beskrevs av Pier Andrea Saccardo 1876. Cercospora beticola ingår i släktet Cercospora och familjen Mycosphaerellaceae. 
Denna svamp är en skadesvamp speciellt på sockerbeta, spenat och Beta vulgaris L. subsp. cicla. Den sprider sig med hjälp av sporer. Svampen innehåller ett gift, Cercospora beticola toxin, CBT, som hämmar den angripna växtens rotbildning.
I ett angripet fält minskar utbytet 25 % — 50 %.
Fläckarna på angripna blad breder ut sig efter hand, mest i fuktigt väder. Till slut kollapsar bladet. Därmed upphör fotosyntesen i det bladet. När alla blad i en planta kollapsat dör den plantan.
Agronomisk bekämpning
Några metoder:
- Växelbruk med olika sädesslag, majs, bönor m m.
- Nya fält med sockerbetor, spenat o.s.v. läggs minst 100 m bortom ett angripet fält.
- Angripen blast röjes.
- Risken för spridning från en angripen planta till en oangripen planta kan minskas genom glesare sådd. Nackdelen med detta är naturligtvis minskat utbyte från åkern, men även risk för ogräs mellan plantorna, vilket sockerbetan är känslig för. Odlaren får alltså mycket arbete med ogräsbekämpning.
- Man har genom förädlingsarbete fått fram nya sockerbetsorter med viss motståndkraft mot Cercospora beticola, men tyvärr ger dessa sorter inte så stora rötter som den vanliga sorten, Beta vulgaris subsp. vulgaris var. altissima, och följaktligen mindre socker.

Kemiska bekämpningsämnen är:
- QoI, C17H14O3S, soleton
- Headline, C19H18ClN3O4, pyraclostrobin
- Proline, C5H9NO2, pyrrolidinkarboxylsyra
- Inspire SB, C5H10, etylenpropylen
- Eminent, C13H11Cl2F4N3O, tetraconazole
- Super Tin, även kallat Agri Tin, C18H17OSn, trifenyltinhydroxid

Inga underarter finns listade i Catalogue of Life.

## Bilder

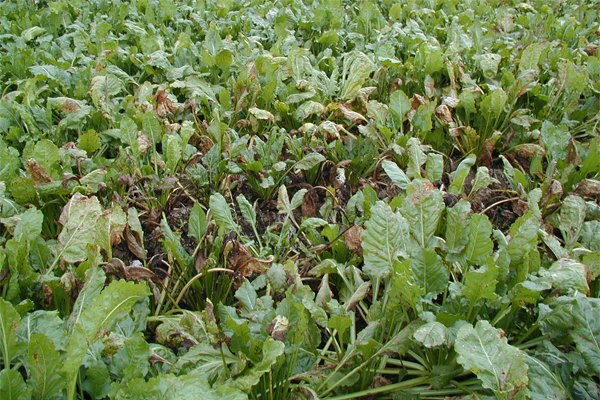
Ett angripet sockerbetfält
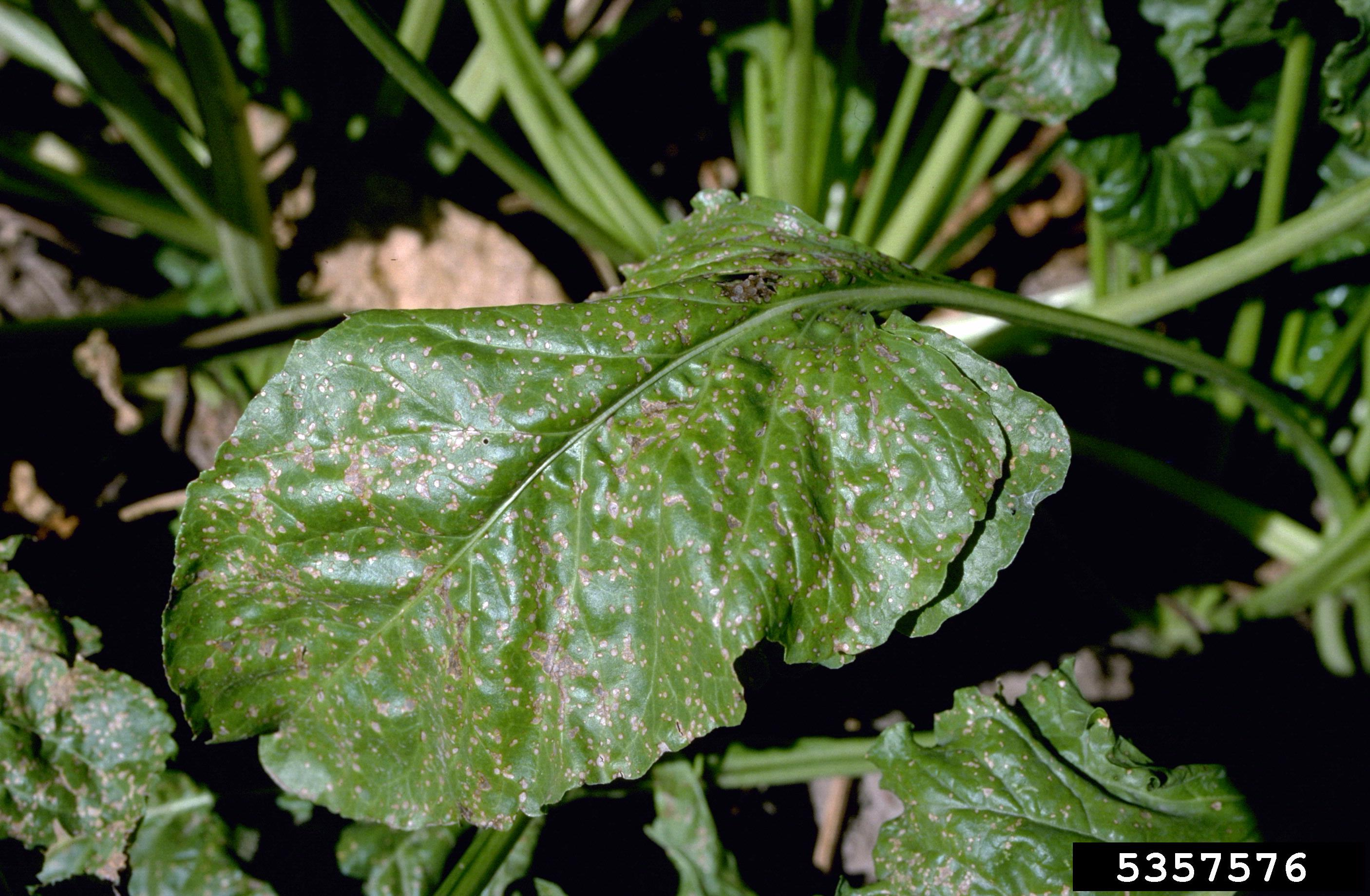
Ett blad av sockerbeta angripet av Cercospora beticola
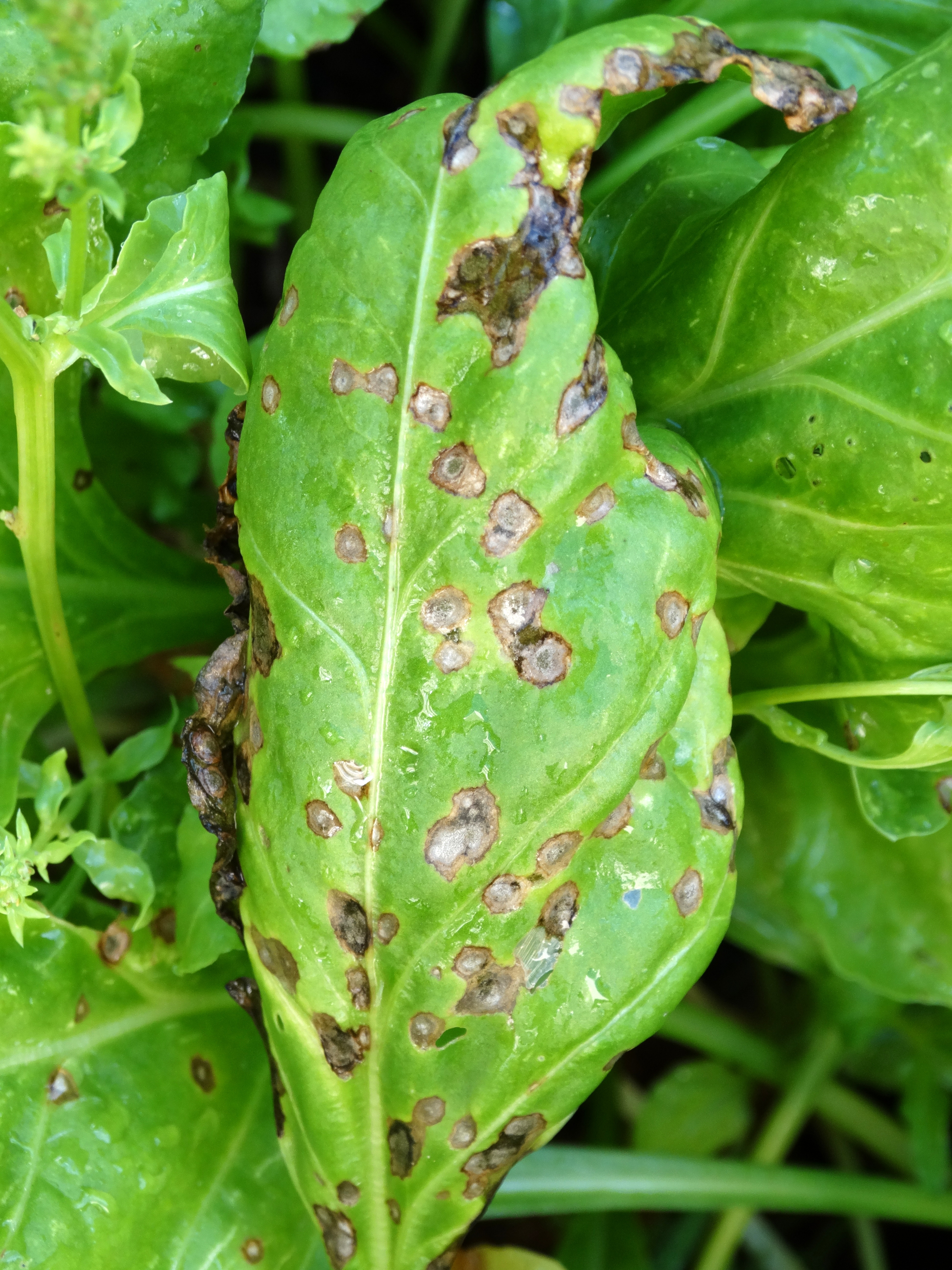
Spenat angripet av Cercospora beticola
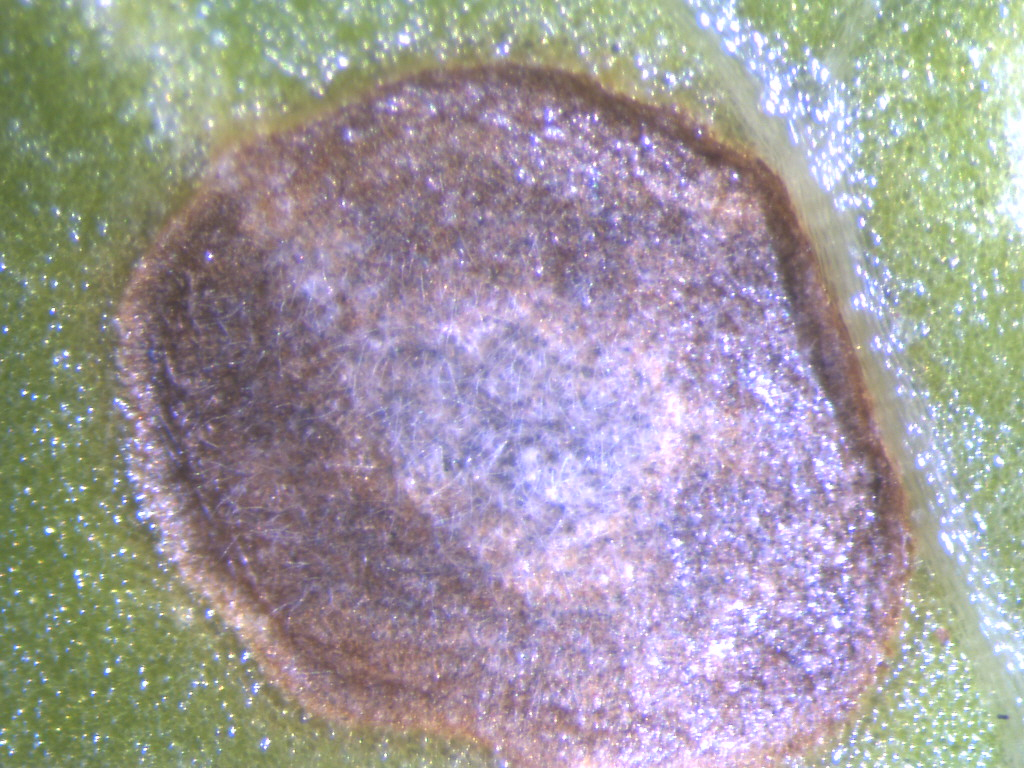
Närbild på en spenatfläck Den bruna kanten runtom är sporerna